# Franz Sacher
Pour les articles homonymes, voir Sacher.
Franz Sacher, né le 19 décembre 1816 à Vienne et mort le 11 mars 1907 à Baden bei Wien, est un pâtissier autrichien, inventeur du gâteau au chocolat qui porte son nom : la Sachertorte.

## Biographie
Né à Vienne, fils d'un employé administratif au service du prince Klemens Wenzel von Metternich, il a commencé sa carrière avec une formation à la cuisine de la maison princière. À 16 ans, pendant sa deuxième année, selon la légende, il dut remplacer le chef pour créer un dessert servi au cours d'une soirée du prince et son gâteau au chocolat convint à tous les invités. Après avoir accompli son apprentissage de cuisinier, il commence ses activités au château de la maison Esterházy à Želiezovce (Zeliz).
En 1840, il épousa Rosa Wieninger, une jeune femme de Vienne. Ils eurent trois enfants ; son fils Eduard et sa belle-fille Anna sont les fondateurs de l'hôtel Sacher dans le 1er arrondissement de Vienne.

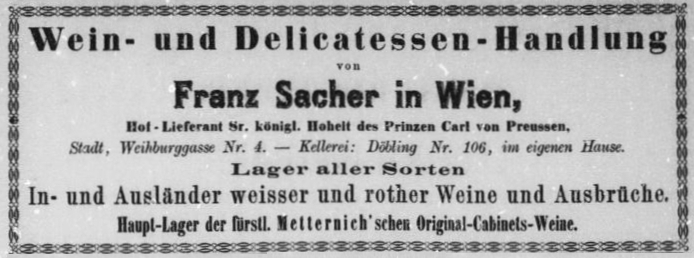
Publicité pour l'épicerie de Franz Sacher à Vienne, 1865.

Après trois ans d'activité de chef à Presbourg (Bratislava) et au casino du comte István Széchenyi à Pest, il se mit à son compte comme gérant privé en 1843 offrant la restauration sur les navires descendant le Danube entre Vienne et Budapest. En 1849, il revint à Vienne pour y ouvrir une épicerie fine et un commerce de vin près de la Kärntner Straße. La Sachertorte bientôt figura parmi ses articles qui se vendaient le mieux. À cette époque-là, Johann Gundel, futur fondateur du restaurant Gundel à Budapest, était en formation dans l'entreprise de Franz Sacher.
En 1881, celui-ci se retira à la station de Baden bei Wien où il résidait près du château de Weilburg et préparait des menus de choix pour ses invités de la haute noblesse. Nécessitant des soins dans ses dernières années, Franz Sacher mourut à l'âge de 90 ans à Baden.